# Farnaces II de la Frigia helespóntica
Farnaces (en elamita Parnaka) pertenecía a una familia noble de la alta élite persa. Su padre, Farnabazo I, era sátrapa de la Frigia helespóntica. La dinastía farnácida comenzó con otro Farnaces, Farnaces I, tío y personaje notable de la corte de Darío I. Desde ese momento los descendientes de Farnaces estuvieron siempre muy próximos al rey.
Farnabazo era sátrapa probablemente después del 455 a. C. y se menciona a Farnaces como su sucesor en el 430 a. C., pero se desconoce el año exacto de sucesión. Tucídides menciona en su "Historia de la Guerra del Peloponeso" que Farnaces estuvo involucrado en las negociaciones entre Esparta y el rey Artajerjes I, las cuales no llevaron a nada.
Farnaces es mencionado por última vez en el 422 a. C.
En el 413 a. C. su hijo Farnabazo II ya le había sucedido.
Tampoco se sabe cuándo falleció.